# Mezinárodní námořní organizace
Mezinárodní námořní organizace (anglicky International Maritime Organization, zkratka IMO) je specializovaná agentura Organizace spojených národů, která je odpovědná za regulaci světové vodní dopravy. Její vznik byl dohodnut na konferenci OSN v Ženevě roku 1948, ovšem až po deseti letech organizace vstoupila v život. Její první zasedání se uskutečnilo roku 1959. Sídlo má v Londýně. Má 174 členských států a tři přidružené. Organizace má pět výborů (bezpečnostní, životního prostředí, právní, technický, smírčí). K jejím prvním úspěchům patřilo přijetí Mezinárodní smlouvy o předcházení znečištění moří ropnými produkty z roku 1954. Roku 1974 byla též přijata nová verze Mezinárodní dohody o bezpečnosti na moři (podepsalo ji 164 zemí), která vešla v platnost roku 1980.

## Číslo IMO
V roce 1984 organizace schválila rezoluci A.600(15), kterou zavedla takzvané číslo IMO (IMO number) za účelem „zlepšení námořní bezpečnosti, prevence znečištění a prevence podvodů na moři“. Každé lodi od stanovené velikosti (s vyjmenovanými výjimkami, jako jsou válečně lodě, celodřevěné lodě aj.) je přiřazeno unikátní a trvalé číslo, které je vázáno na její trup po celou dobu jeho existence. Zůstává stejné, i když plavidlo změní jméno, zemi registrace („vlajku“), přístav registrace či majitele. Nemění se ani při přestavbách lodi a změně účelu jejího použití, a to ani tehdy, když se týkají samotného trupu (např. při jeho prodloužení).
Skládá se z třípísmenného řetězce „IMO“, následovaného sedmiciferným číslem, kde prvních šest cifer je vlastní číslo přidělované po řadě a sedmá je kontrolní. Vyznačuje se na zádi lodi poblíž uvedeného přístavu registrace.